# 3774 Megumi
3774 Megumi eller 1987 YC är en asteroid i huvudbältet, som upptäcktes den 20 december 1987 av den japanske amatörastronomen Takuo Kojima i Chiyoda. Den är uppkallad efter upptäckarens fru.
Asteroiden har en diameter på ungefär 18 kilometer och den tillhör asteroidgruppen Eos.